# Toke Talagi
Pour les articles homonymes, voir Talagi.
Sir Toke Tufukia Talagi, né le 9 janvier 1951 à Alofi (Niue) et mort le 15 juillet 2020 dans le même village, est un diplomate puis homme politique niuéen. Il est Premier ministre de Niue de juin 2008 à juin 2020.

## Biographie
Toke Talagi étudie en Nouvelle-Zélande. Il est le consul général (représentant diplomatique) de Niue à Auckland, en Nouvelle-Zélande, à partir de 1981. Il devient ensuite haut fonctionnaire, directeur du ministère de l'Économie de Niue, avant d'entrer en politique. Il est élu une première fois député au Parlement de Niue en 1999, et y est réélu sans discontinuer jusqu'en 2020. En 2002 il est nommé ministre des Finances, des Télécommunications, de l'Éducation et de l'Environnement dans le gouvernement de Young Vivian ; il est également un temps vice-premier ministre. 

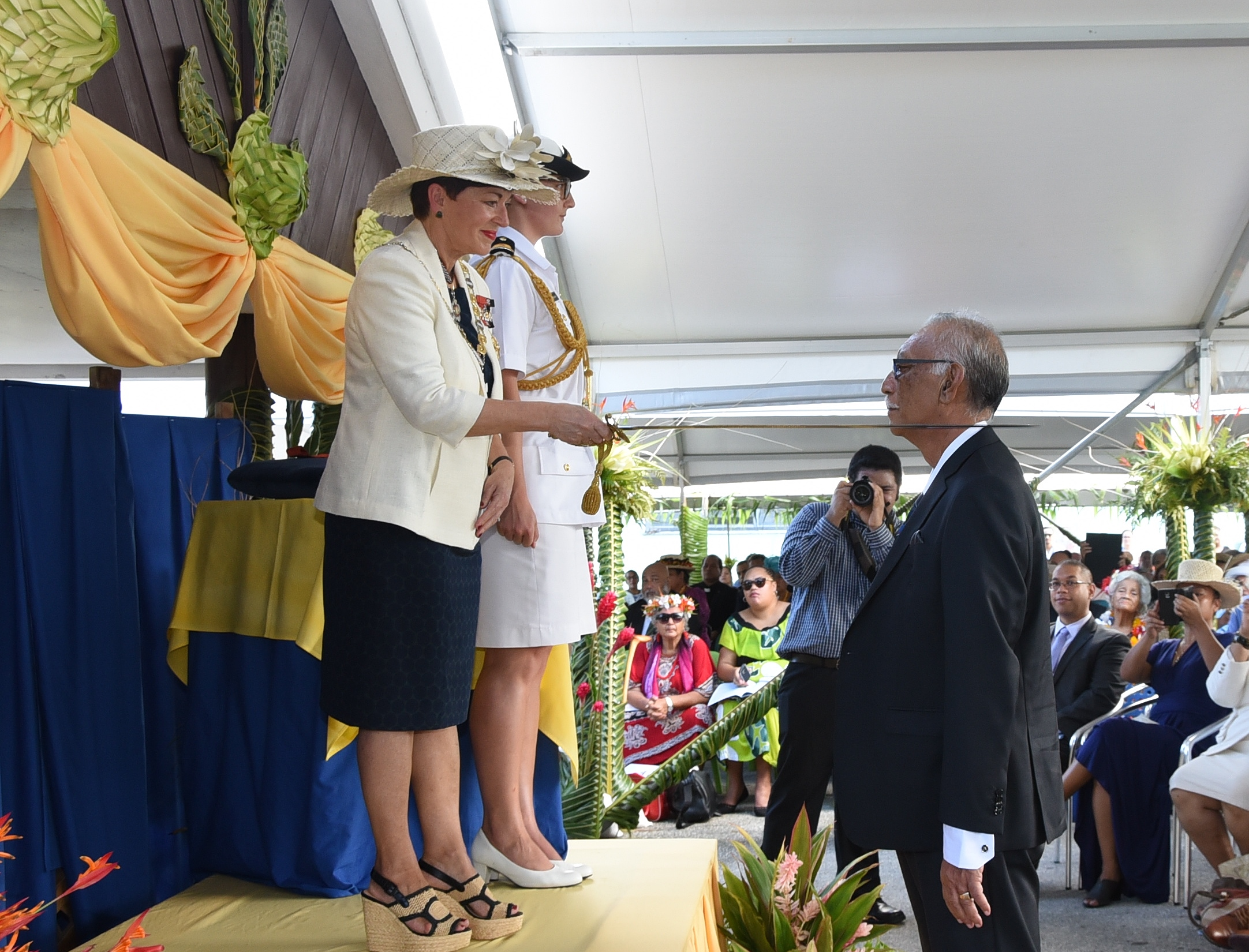
Toke Talagi est investi chevalier par Dame Patsy Reddy, gouverneur général de Nouvelle-Zélande, en mars 2017.

À la suite des élections législatives de 2008, il brigue le poste de Premier ministre face au sortant Young Vivian, et est élu par les députés avec quatorze voix, contre cinq pour Vivian et une abstention. Aux élections législatives de mai 2011, il est à nouveau réélu facilement député, et est candidat à conserver le poste de premier ministre le 16 mai. Onze députés lui renouvellent leur confiance, contre huit qui portent leurs suffrages sur Togia Sioneholo. Il est reconduit une nouvelle fois à la tête du gouvernement à la suite des élections législatives de 2014, puis de celles de 2017.
Il est par ailleurs décrit comme l'un des principaux hommes d'affaires du pays, étant propriétaire d'un groupe d'entreprises (Toke's Enterprises) de location immobilière et de gites touristiques.
Le 31 décembre 2016, il est fait chevalier compagnon de l'ordre du Mérite de Nouvelle-Zélande. Malade et très affaibli, il passe la majeure partie de l'année 2019 en Nouvelle-Zélande pour y recevoir des soins et un suivi médical, et ne se déplace alors plus qu'en fauteuil roulant. Il se représente malgré tout aux élections législatives de mai 2020, mais perd son siège de député. Son ministre de l'Agriculture et de l'Environnement, Dalton Tagelagi, est choisi par les députés pour lui succéder à la direction du gouvernement.
Toke Talagi est également un temps président de l'association nationale de rugby de Niue.
À l'issue de plusieurs années de maladie et d'hospitalisations, il est évacué de Niue par ambulance aérienne vers un hôpital à Auckland le 9 juillet 2020. Mourant, il retourne à Niue le 12 juillet pour passer ses derniers jours entourés de sa famille, et meurt le 15 juillet. Il reçoit des funérailles d'État le 28 juillet.